# Margaret G. Hermann
Margaret G. Hermann (* 1938) ist eine US-amerikanische Psychologin, die als Professorin für Politikwissenschaft an der Syracuse University forscht und lehrt. Sie war 1987/88 Präsidentin der International Society of Political Psychology (ISPP) und 1998/99 der International Studies Association (ISA).
Hermann machte ihren Bachelor-Abschluss 1960 an der DePauw University, das Master-Examen (Fach Psychologie) 1963 sowie die Promotion zur Ph.D. (ebenfalls Psychologie) 1965 an der Northwestern University, Evanston. 2013 verlieh ihr die DePauw University einen Ehrendoktortitel. Nach Stationen als Postdoctoral Fellow und Visiting Lecturer an der Princeton University sowie Research Associate an der Ohio State University lehrte sie dort bis 1998 als Professorin für Politikwissenschaft. Dann wechselte sie an die Syracuse University, wo sie
Cramer Professor of Global Affairs sowie Leiterin des Moynihan Institute of Global Affairs ist.
Ihre Forschungsschwerpunkte sind: Politische Führung, außenpolitische Entscheidungsfindung, Krisenmanagement, Einfluss von nichtstaatlichen Akteuren auf die Außenpolitik, vergleichende Außenpolitik.

## Schriften (Auswahl)
- Als Hauptherausgeberin: Political psychology. Jossey-Bass Publishers, San Francisca 1986, ISBN 0-87589-682-0.
- Als Herausgeberin mit Patrick Callahan und Linda P Brady: Describing foreign policy behavior. Sage Publications, Beverly Hills, 1982, ISBN 0-8039-1708-2.
- Als Herausgeberin mit Thomas W. Milburn: A Psychological examination of political leaders. Free Press, New York 1977, ISBN 0-02-914590-2.